# Люди Икс 2
«Люди Икс 2» (англ. X2, также X2: X-Men United, за рубежом X-Men 2) — американский супергеройский фильм 2003 года режиссёра Брайана Сингера по сценарию Майкла Догерти, Дэна Харриса и Дэвида Хейтера и сюжету Сингера, Хейтера и Зака Пенна. Фильм основан на комиксах Marvel Comics о Людях Икс. Это продолжение фильма «Люди Икс» (2000), а также второй фильм в серии фильмов о Людях Икс, в актёрский ансамбль вошли Патрик Стюарт, Хью Джекман, Иэн Маккеллен, Хэлли Берри, Фамке Янссен, Джеймс Марсден, Ребекка Ромейн, Брайан Кокс, Алан Камминг, Брюс Дэвисон, Шон Эшмор, Аарон Стэнфорд, Келли Ху и Анна Пэкуин. Фильм вдохновлён графическим романом «God Loves, Man Kills». По сюжету, геноцидальный полковник Уильям Страйкер возглавляет нападение на школу профессора Ксавьера, чтобы построить свою собственную версию Церебро, компьютера для отслеживания мутантов Ксавьера, чтобы уничтожить всех мутантов на Земле и защитить от них человеческую расу, что заставляет Людей Икс объединиться с Братством мутантов, их бывшими врагами, чтобы остановить Страйкера и спасти расу мутантов.
Разработка продолжения началась вскоре после того, как первый фильм был выпущен 14 июля 2000 года компанией 20th Century Fox. Дэвид Хейтер и Зак Пенн написали отдельные сценарии, объединив их, что они считали лучшими элементами обоих сценариев, в один сценарий. Майкл Догерти и Дэн Харрис в конечном итоге были наняты для переписывания работы и изменили характеристики Зверя, Ангела и Леди Смертельный Удар. Стражи и Опасная комната должны были появиться, но их убрали из-за проблем с бюджетом со стороны Fox. На предпосылку фильма повлияли сюжетные линии Marvel Comics «Return to Weapon X» и «God Loves, Man Kills». Съёмки начались в июне 2002 года, проходили в основном на Vancouver Film Studios, крупнейшем североамериканском производственном объекте за пределами Лос-Анджелеса, и завершились в ноябре. Художник-постановщик Гай Хендрикс Диас адаптировал аналогичные дизайны Джона Майра из предыдущего фильма.
Фильм был выпущен 2 мая 2003 года в США и 7 мая в России компанией 20th Century Fox и получил положительные отзывы за сюжет, экшн-сцены и выступления. Фильм заработал 407 миллионов долларов по всему миру и получил восемь номинаций на премию «Сатурн». Продолжение «Люди Икс: Последняя битва» было выпущено 26 мая 2006 года.

## Сюжет
Курт Вагнер совершает неудачное покушение на президента США в Белом доме.
Люди Икс, находясь на экскурсии в музее, узнают об этом по телевизору и возвращаются в школу. Скотт Саммерс уверен, что это дело рук Магнито, но профессор Чарльз Ксавьер утверждает, что он тут ни при чём. Он находит напавшего мутанта с помощью Церебро.
Тем временем полковник и военный учёный Уильям Страйкер пытается получить у президента разрешение на захват школы мутантов, но тот не хочет трупов детей-мутантов. Полковник считает, что у людей война с мутантами, а Мистик в облике сенатора Келли пытается его убедить в обратном.
Логан, не найдя ничего на Щелочных озёрах, возвращается в школу. Там Шельма знакомит его со своим парнем Бобби Дрейком. Ороро Монро и Джин Грей собираются уехать в Бостон за мутантом, напавшим на президента, а Логан обещает найти повод, чтобы остаться. Страйкер в камере вкалывает Магнито препарат и подчиняет его себе, чтобы тот рассказал ему всё о школе и Церебро. Профессор просит Логана присмотреть за детьми ночью, пока он с Циклопом поедут навестить Магнито.
Мистик под видом Юрико Ояма приходит в офис Страйкера и узнаёт, где прячут Магнито. Она также узнаёт, что Страйкер строит свой Церебро. Шторм и Джин находят в церкви Курта Вагнера по прозвищу Ночной Змей и забирают его с собой. Когда Профессор и Циклоп приходят к Магнито, люди Страйкера во главе с Юрико Ояма берут их в плен.
Логан ночью говорит с Бобби о Шельме. В этот момент на школу нападают люди Страйкера. Они усыпляют несколько детей, но будят дочь Банши мутантку Сирену, и та начинает кричать, от этого все просыпаются. Солдаты усыпляют Сирену, но её спасает Пётр Распутин, Логан начинает убивать солдат, а Человек-лёд и Джон Аллердайс идут за Шельмой.
Колосс выводит большинство детей через потайной тоннель, а Логан спасает Шельму, Человека-льда и Пиро, на которых напали солдаты. Он уводит их к другому тоннелю, закрывает проход, а сам остаётся с солдатами, но видит Страйкера, который узнал его. Логан подумал, что он что-то знает о его прошлом.
Шельма уговаривает Человека-льда и Пиро вернуться. Бобби делает ледяную стену между Логаном и Страйкером, а Шельма уговаривает Логана идти с ними. Через тоннель они попадают в гараж, где угоняют машину Циклопа и направляются в Бостон к Джин и Шторм. В машине они обнаруживают устройство для связи с другими людьми Икс. Они останавливаются в доме Бобби Дрейка и встречают его родителей. Те в шоке, когда узнают, что Бобби мутант. Логан связывается с Шторм и Джин и сообщает, где они. Брат Бобби вызывает полицию, которая ищет мутантов. Росомаха, Шельма, Человек-лёд и Пиро уходят, но их встречает полиция. Логана выводят из строя пулей в лоб, а Пиро использует свои способности, чтобы спастись. Шельма, взявшись за ногу Пиро, тушит сделанный им пожар. В это время прибывают Шторм и Джин, а Логан приходит в себя, и они все улетают на X-Jet.
Страйкер тем временем забирает Церебро, а Магнито с помощью Мистик сбегает из камеры. ВВС США посылает два самолёта за X-Jet, Шторм вызывает множество торнадо и военные самолёты получают фатальные повреждения. Пилоты катапультируются, но один успевает взять на прицел X-Jet и выстрелить двумя ракетами. Джин силой Феникса уничтожает одну ракету, вторую же успевает в последний момент сбить с траектории и ракета взрывается рядом с самолетом, происходит разгерметизация и X-Jet стремительно теряет высоту. Шельму потоком воздуха вытягивает из самолёта наружу, её спасает Ночной Змей. Самолёт продолжает падать, но у земли их спасает Магнито. Он объясняет им, кто такой Страйкер и что он задумал. Джин, проникнув в разум Курта, узнаёт, где именно его держал Страйкер. Они все направляются на Щелочные озёра. Зная, что Страйкер может затопить дамбу, они посылают Мистик внутрь. Она, в облике Логана, идет к Страйкеру. Наблюдая через камеру, Страйкер вначале верит в обманку и солдаты вводят Мистик внутрь, но, посмотрев вблизи, понимает, что это не Росомаха, и отдаёт приказ открыть огонь. Мистик, избив солдат, успевает закрыться от остальных людей Страйкера в комнате управления. Она открывает двери шахты, и внутрь заходят Логан, Джин, Шторм, Курт и Магнито.
Тем временем Страйкер с помощью своего сына создаёт Профессору иллюзию, чтобы с помощью Церебро искать мутантов. Шторм и Ночной Змей спасают детей. Логан уходит искать то место, где его подвергли опытам. Джин, Магнито и Мистик идут к Церебро, на них нападает Циклоп, находящийся под воздействием сыворотки Страйкера. Магнито и Мистик идут дальше, а Джин создаёт телекинетический щит от оптических лучей Циклопа, лучи попадают в дамбу, и та сильно трескается. Циклоп приходит в себя, и он с Джин встречают Шторм, Курта и детей. Все они идут к Церебро.
Профессор находит всех мутантов, и их всех начинает оглушать сильный ультразвук, но это заканчивается, когда внутрь проникает Магнито. Мистик в облике Страйкера даёт Джейсону новое задание — искать людей и убивать их. Джейсон в образе маленькой девочки даёт то же указание Профессору. Логан находит комнату, где его подвергали опытам, и встречает Страйкера и Юрико Ояма. Он дерётся с Юрико, у которой те же способности, что и у него. Их сражение идёт упорно и ожесточённо, пока Логан не втыкает в неё дренажную иглу, соединённую с резервуаром с адамантием. Она погибает от «передозировки» адамантия.
Пиро, оставшийся на X-Jet с Шельмой и Человеком-льдом, уходит искать Людей Икс, а пара остаётся. Страйкер, покинув базу, пытается улететь, но его ловит Росомаха и хочет узнать, кто он, но тревога на базе даёт знать, что скоро всё затопит. Логан приковывает Страйкера, а сам идёт спасать друзей. Дамба рушится, и вода начинает затапливать базу. Ночной Змей вслепую проводит Шторм внутрь Церебро, но там они видят только маленькую девочку. Шторм управляет температурой воздуха внутри Церебро и сильно понижает её, заставляя иллюзиониста ослабить контроль. Ксавьер понимает, что он под иллюзией Джейсона, и ментально побеждает его. Курт Вагнер успевает вытащить Шторм и профессора из обваливающегося Церебро. Логан видит стремительно надвигающуюся стену воды по основному выходу и закрывает его, после чего ведёт группу к запасной двери. Магнито приковывает Страйкера цепями к скале, после чего забирают вертолёт Страйкера. Пиро, в последний момент, присоединяется к Магнито и Мистик и улетает вместе с ними.
Шельма, управляя X-Jet в одиночку, жестко сажает его на то место, где стоял вертолёт Страйкера, и все заходят внутрь. Логан видит прикованного Страйкера и в последний раз говорит с ним, после чего бросает свой военный жетон и уходит. Самолёт пытается взлететь, но оказывается неисправен, а затем теряет энергоснабжение. Пока его пытаются починить, вода прорывает дамбу и движется к самолёту, убивая Страйкера. Джин, выйдя из самолёта, закрывает трап телекинезом, затем силой Феникса останавливает воду и запускает самолёт, в это время через Профессора прощается с командой. Когда самолёт взлетает, Джин даёт воде обрушиться на себя. Профессор и остальные посещают президента, показывают ему папку Страйкера и убеждают, что они будут действовать во благо людей. В школе Профессор, Логан и Циклоп чтут память Джин, а после Логан говорит Скотту, что она сделала выбор в пользу последнего. На месте гибели Джин на поверхности воды озера появляется образ Феникса.

## В ролях
| Актёр            | Роль                               |
| ---------------- | ---------------------------------- |
| Хью Джекман      | Логан / Росомаха                   |
| Брайан Кокс      | полковник Уильям Страйкер          |
| Фамке Янссен     | Джин Грей                          |
| Хэлли Берри      | Ороро Монро / Шторм                |
| Патрик Стюарт    | профессор Чарльз Ксавьер           |
| Иэн Маккеллен    | Эрик Леншерр / Магнито             |
| Шон Эшмор        | Бобби Дрейк / Человек-лёд          |
| Анна Пэкуин      | Шельма                             |
| Аарон Стэнфорд   | Джон Аллердайс / Пиро              |
| Алан Камминг     | Курт Вагнер / Ночной Змей          |
| Джеймс Марсден   | Скотт Саммерс / Циклоп             |
| Ребекка Ромейн   | Рейвен Даркхолм / Мистик           |
| Келли Ху         | Юрико Ояма / Леди Смертельный Удар |
| Майкл Рид Маккей | Джейсон Страйкер / Мутант 143      |
| Брюс Дэвисон     | сенатор Роберт Келли               |

| Актёр          | Роль                     |
| -------------- | ------------------------ |
| Питер Уингфилд | Лайман                   |
| Дэниел Кадмор  | Пётр Распутин / Колосс   |
| Кэти Стюарт    | Китти Прайд              |
| Ки Вонг        | Джубилейшен Ли / Джубили |
| Коттер Смит    | президент Маккена        |
| Чиара Занни    | экскурсовод в Белом доме |
| Брайс Ходжсон  | Арти Мэддикс             |
| Шона Кейн      | Тереза Кэссиди           |
| Тай Олссон     | Митчелл Лорио            |
| Коннор Виддоуз | Джонс                    |
| Чарльз Сигел   | доктор Себастьян Шоу     |
| Стив Бачич     | доктор Хэнк Маккой       |
| Джеймс Кирк    | Ронни Дрейк              |
| Джилл Тид      | Мэделин Дрейк            |
| Альф Хамфриз   | Стивен Дрейк             |
| Джейд Рэмси    | близнец X-Kid            |
| Никита Рэмси   | близнец X-Kid            |
| Майк Допуд     | охранник                 |

## Создание
Компания Fox наняла Дэвида Хейтера и Зака Пенна, чтобы написать свои собственные сценарии для фильма, которые Брайан Сингер будет выбирать, с целью выхода фильма на экраны в декабре 2002 года. Некоторые части фильма были основаны на комиксе X-Men: God Loves, Man Kills, хотя персонаж Уильям Страйкер был изменен с преподобного на полковника. Майкл Догерти и Дэн Харрис были наняты, чтобы переписать сценарий в феврале 2002 года. Съёмки начались 17 июня 2002 года в Ванкувере и закончились в ноябре. В американский прокат фильм вышел 2 мая 2003 года.

## Связанная компьютерная игра
15 апреля 2003 года незадолго до премьеры фильма вышла компьютерная игра X2: Wolverine’s Revenge (X-Men 2: Wolverine’s Revenge), главным героем которой выступил персонаж Marvel Comics Росомаха, участник команды мутантов Люди Икс.
Росомаха был озвучен Марком Хэмиллом, сам персонаж был смоделирован с классической версии из комиксов. Однако, игра связана с фильмом, так Патрик Стюарт повторил роль Профессора Икс, на обложке игры и рекламных материалов изображён Хью Джекман в роли своей версии Росомахи.